# 4-Fenilazodifenilamina
4-Fenilazodifenilamina ou 4-anilino-azobenzeno (entre diversos outros sinônimos) é um composto orgânico, azo-composto, de fórmula química C18H15N3, com massa molecular de 273,331800 g/mol, com número CAS 101-75-7.
É utilizado como um indicador de pH no intervalo de 1.2 a 2.6 quando vira de vermelho para amarelo. É utilizado nortmalmente na forma de uma solução a 0,01% m/v em ácido clorídrico 0.01 M em etanol e 50% v/v em água, ou ainda 0,01 g em 1 mL de HCl 1 M adicionado de 50 mL de etanol e 49 mL de água.